# Barbro Andersson (konstnär)
Barbro Ingegerd Andersson, född 13 januari 1948 i Köping, är en svensk målare och grafiker.
Hon studerade på Konstfackskolan 1977 till 1979, senare vid Gerlesborgsskolan 1979 till 1980 och till slut vid Konsthögskolan 1980 till 1985. Hon har arbetat som kartritare mellan 1965 och 1976.
Hon gjorde sin debututställning i Stockholm år 1984 och sin första separatutställning 1988, också i Stockholm. Hon arbetar i oljepastell, linoleumtryck, litografi och måleri. Hon är representerad på Statens konstråd och på Södermanlands läns landsting.
Hon är dotter till sömmerskan Jenny Andersson.